# رالف ميرفي
رالف ميرفي هو منتج أسطوانات وكاتب أغاني وموسيقي كندي، ولد في 1944.

## وصلات خارجية
- رالف ميرفي على موقع ميوزك برينز (الإنجليزية)
- رالف ميرفي على موقع ديسكوغز (الإنجليزية)